# Стремено (герб)
Стреме́но (пол. Strzemię, Larysza, Lawszow, Ławszowa, Strepa, Strzemieniowie, Strzemieńczyk, Zarosie, Zarosze, Zaroszyc, Zaroże)) — родовий герб польської та української шляхти.

## Родини, що використовують герб Стремено
Баторські (Batorski), з Белжиця (z Belzyc), Блоньські (Blonski), Бодзента (Bodzeta), Боянецькі (Bojanecki), Борковські (Borkowski), Божидаровичі (Bozydarowicz), Бржостовські, Берестовські (Brzostowski, Brostowski), Бухцицькі (Buchcicki), Бучинські (Buczynski), Булатовичі (Bulatowicz), Буржинські (Burzynski), Бущинські (Buszczynski), Хвалибуги (Хвалибоги, Chwalibog), Хохлови (Hohlovi), Клемп (Clap), Чержавські (Czerzawski), Чижовські (Czyzowski), Донати (Donat), Дзенгель (Dziegiel), Гарлицькі (Garlicki), Гезовські (Gezowski), Голковські (Golkowski), Грабинські (Grabinski), Гржива (Grzywa), Янишевські (Janiszewski, Janiszewski v. Janiszowski), Янишовські (Janiszowski), Яновські (Janowski), Єжовські (Jezowski), Юрчинські (Jurczynski), Каніа (Kania), Капуста (Kapusta), Карбинські (Karbinski), Кавалеч (Kawalecz), Киянські (Kijanski), Клемб (Klab), Клеченські (Kleczenski), Клечковські (Kleczkowski), Клечинські (Kleczynski), Клемповські (Klempowski), Кочановські (Koczanoski, Koczanowski), Конва (Konwa), Корженські (Korzenski), Крулевські (Krolewski), Кротош (Krotosz), Кулевські (Kulewski), Куровські (Kurowski), Лаєта (Laeta), Ленчевські (Линчевские, Lenczewski, Linczewski), Ленчовські (Lenczowski), Ланцуцькі (Lancucki), Лонцкі (Lacki), Лисовецькі (Lysowiecki), Маршиньські (Marszynski), Новокунські (Nowokunski), Паплонські (Paplonski, Paplonski Wilbultowicz), Печковські (Pieczkowski), Пержхала (Pierzchala), Подолецькі (Podolecki), Поланецькі (Polaniecki), Пржибиславські (Przybyslawski), Пржитковські (Przytkowski), Пташек (Ptaszek), Рембовські (Rebowski), Рогоз (Rogoz), Рудницькі (Rudnicki), Салевські (Saliewski), Сляські (Slaski), Соболевські (Sobolewski), Сокол (Sokol), Срочинські (Sroczynski), Страшовські (Straszowski), Стрепа (Strepa), Стройковські (Strojkowski, Stroinowski), Стройновські (Strojnowski, Stroynowski), Стржемечні (Strzemieczny), Стржемени (Strzemie, Strzemien), Стржеминські (Strzeminski), Суликовські (Sulikowski), Суловські (Sulowski), Свябороські (Swiaboroski), Снєжек (Sniezek), Свяцькі (Swiacki), Свяборовські (Свеборовские, Swiaborowski, Swieborowski), Свебовські (Swiebowski), Шалевські (Szalewski), Ташицькі (Taszycki), Тржецяк (Trzeciak), Тржецеські (Trzecieski), Тишецькі (Tyszecki), Унешовські (Unieszowski), Велепольські (Wielopolski), Войничі (Wojnicz), Волковські (Wolkowski), Войнецькі, Войницькі (Wojnecki), Войнаровські (Woynarowski), Врублевські (Wroblowski), Вржосовські (Wrzosowski), Всцеклиця (Wscieklica), Всеборовські (Wsieboroski, Wsieborowski), Всоловські (Wsolowski), Вшеборські (Wszeborski), Висоцькі (Wysocki), Заборовські (Zaborowski), Загуровські (Загоровські, Zagorowski), Зассовські (Zassowski), Збилітовські (Zbylitowski), Здульські (Zdulski), Зембоцькі (Zembocki), Зглобицькі (Zglobicki), Зозулинські (Zozuliński).